# Asociación de Baloncesto de Voivodina
La Federación de Baloncesto de Voivodina (KSV) es una organización deportiva regional que gestiona el desarrollo del baloncesto en el territorio de Voivodina. Con sede en Novi Sad, la federación organiza competiciones regionales, ofrece apoyo a los clubes y lleva a cabo programas dirigidos al desarrollo de jóvenes talentos. 

## Historia
La Federación de Baloncesto de Voivodina (KSV) fue fundada como parte de una iniciativa más amplia para organizar el baloncesto en la antigua Yugoslavia. A lo largo de su existencia, la federación desempeñó un papel fundamental en la creación de sistemas de ligas y en el desarrollo de la infraestructura del baloncesto en Voivodina. Además, colaboró estrechamente con las federaciones nacionales y, a lo largo de su historia, apoyó la formación y el funcionamiento de numerosos clubes en la región. El patrocinador es Merdian.

## Actividades básicas
- Organización de ligas y torneos para categorías senior y junior.
- Educación de entrenadores, jueces y otros expertos deportivos.
- Apoyo a los clubes de baloncesto en forma de recursos y promoción.

## Competiciones
La Federación de Baloncesto de Voivodina organiza y coordina las siguientes ligas y torneos: 
- Liga Senior de Vojvodina.
- Ligas juveniles, cadetes y pioneras.
- Competiciones de copa regionales y torneos amistosos.